# Jupiter in Io
Jupiter in Io je slika italijanskega umetnika visoke renesanse Antonia da Correggia iz okoli leta 1530. Zdaj visi v Umetnostnozgodovinskem muzeju na Dunaju v Avstriji.

## Zgodovina
Serija Jupitrovih ljubezni je nastala po uspehu slike Venera in Kupid s satirom. Correggio je skupaj naslikal štiri platna, čeprav so bila druga morda programirana.
V prvi izdaji svoje knjige Življenja umetnikov biograf pozne renesančne umetnosti Giorgio Vasari omenja le dve sliki, Leda in labod (danes v Gemäldegalerie v Berlinu) in eno Venero (verjetno Danajo danes v galeriji Borghese v Rimu), čeprav ju je poznal samo iz opisov Giulia Romana. Vasari omenja, da je komisar, vojvoda Federico II. Gonzaga, želel dela podariti cesarju in španskemu kralju Karlu V.. Dejstvo, da sta bili drugi dve deli, Ganimed ter Jupiter in Io, v Španiji v 16. stoletju, pomeni, da sta bili del iste serije. Britanski umetnostni zgodovinar Cecil Gould je domneval, da je Federico Io in Ganimeda naročil zase in da sta bila predana Karlu V. šele po vojvodovi smrti leta 1540, morda ob poroki kraljevega sina Filipa; drugi domneval, da jih je Federico naročil za Ovidovo sobo v svoji palačo Te.
Platno je bilo na Dunaju že od leta 1610, ko je skupaj z Ganimedom omenjeno v habsburških cesarskih zbirkah.

## Opis
Prizor Jupitra in Io se zgleduje po Ovidovih klasičnih Metamorfozah. Io, hčerko Inaha, prvega kralja Argosa, zapelje Jupiter (Zevs v grški mitologiji), ki se skrije za sipine, da ne bi poškodoval ljubosumne Junone (Hera v grški mitologiji). Jupitra so pogosto zamikale druge ženske in se je preoblekel v različne preobleke, da bi prikril svoje različne eskapade, enkrat je prevzel podobo laboda, drugič orla, na tej sliki pa ne postaja nekaj drugega, ampak se ovije v temnem oblaku, čeprav je svetla dnevna svetloba. Objema nimfo, njegov obraz je komaj viden nad njenim. S komaj zadrževano čutnostjo ona vleče Jupitrovo nejasno, zadimljeno roko k sebi; to je čutna slika, ki prikazuje eno od mnogih božjih ljubezni. Dejansko je vojvoda Mantove Federico Gonzaga želel sliko in njene spremljevalce postaviti v sobo, posvečeno ljubeznim Jupitra.
Omembe vreden je kontrast med minljivo figuro nematerialnega Jupitra in čutno snovjo Ioninega telesa, prikazanega izgubljenega v erotičnem zanosu, ki napoveduje dela Berninija in Rubensa.